# Miss (série télévisée)
Pour les articles homonymes, voir Miss.
Miss est une série télévisée française en six épisodes de 55 minutes, réalisée par Roger Pigaut en 1977 et diffusée du 26 juillet 1979 au 30 août 1979 sur TF1. Rediffusion du 15 janvier 1985 au 19 novembre 1986 sur TF1. Rediffusion du 27 août 1987 au 3 septembre 1987 sur TF1.

## Synopsis
Miss, la cinquantaine et veuve d’un commissaire de police, va au fil de ses aventures et à sa façon, dénouer des affaires d’escroqueries et criminelles.

## Fiche technique
- Réalisateur : Roger Pigaut
- Scénario et dialogues : Janine Oriano
- Images : Daniel Vogel
- Musique : Claude Bolling
- Production : TF1, Taurus Fill et Technisonor

## Distribution
- Danielle Darrieux : Miss
- Jacques Morel : Honoré

Épisode 1
- Gabriel Cattand : Hervé Serval
- Noelle Adam : Nathalie
- Stéphane Andréi : Alain
- Aline Bertrand : Mme Bérieux

Épisode 2
- Annick Alane : Suzanne
- Gilette Barbier : La Concierge
- René Bériard : Un prétendant
- Max Desrau : Le préposé à l'ordinateur
- Sylvie Laciak : La standardiste des Thermes

Épisode 3
- Roland Astor : Sébastien Lafarge
- Yves Barsacq : Louis, patron du bistrot du port
- Pierre Baton : Le commissaire
- Pierre Bonzans : Le médecin

Épisode 4
- Georges Aubert : Le docteur Perrin
- Jean-Claude Bouillaud : Albert
- Marie-Ange Dutheil : Bénédicte Barras
- Suzy Hannier : Mme Beynac

Épisode 5
- Bruno Dietrich : Otto
- Constanze Engelbrecht : Ingrid
- Frédéric Meisner : Arnaud
- Julius Mitterer : L'artisan

Épisode 6
- Robert Darmel : L'inspecteur de Police
- Marianne Gross : Mina
- Michael Kiurina : Le haut fonctionnaire
- Stéphan Meldegg : Franz

## Épisodes
1. Miss a peur
2. Miss fait une cure
3. Miss et le jeune homme fragile
4. Miss et la vie en rose
5. Miss et la montre de Mozart
6. Miss et le maître chanteur